# Goephanes ralaisalamai
Goephanes ralaisalamai är en skalbaggsart som beskrevs av Stefan von Breuning 1964. Goephanes ralaisalamai ingår i släktet Goephanes och familjen långhorningar.
Artens utbredningsområde är Madagaskar. Inga underarter finns listade i Catalogue of Life.